# Syagrus allagopteroides
Syagrus allagopteroides är en enhjärtbladig växtart som beskrevs av Larry Ronald Noblick och Lorenzi. Syagrus allagopteroides ingår i släktet Syagrus och familjen Arecaceae. Inga underarter finns listade i Catalogue of Life.